# بایمورزینو (شهرستان میشکینسکی، باشقیرستان)
بایمورزینو (انگلیسی: Baymurzino, Mechetlinsky District, Republic of Bashkortostan) یک شهرک در شهرستان میشکینسکی استان باشقیرستان کشور روسیه است.